# Privatschule
Eine Privatschule ist eine Schule, die sich im Gegensatz zur Schule in öffentlicher Trägerschaft in der Verantwortung eines freien (nicht-öffentlichen) Schulträgers befindet. Trotz der Bezeichnung als Privatschulen nehmen diese Schulen ebenfalls öffentliche Bildungsaufgaben wahr und werden zu großen Teilen durch die öffentliche Hand finanziert.
Träger können kirchliche Organisationen, Sozialwerke, Vereine, Personengesellschaften oder Privatpersonen sein. Die freien Träger sind, anders als staatliche Schulträger, für das Lehrpersonal wie für die konzeptionelle Gestaltung verantwortlich. Privatschulen stehen – zumindest in Europa – unter staatlicher Aufsicht und verfügen im Allgemeinen über einen öffentlich-rechtlichen Status.
Gründe für die Bildung von Privatschulen sind das Elterninteresse an der jeweiligen Prägung, das Anliegen einer Verwirklichung alternativer pädagogischer Konzepte, anderer Lehrmethoden, Lehrinhalte oder Erziehungsziele, einer religiösen/weltanschaulichen Prägung oder dem Erhalt eines wohnortnahen Schulangebots. Deutsche Schulen im Ausland werden bis auf die von der Bundeswehr betriebenen, ebenfalls privat durch einen deutschen Schulverein betrieben.

## Leistungen
Eine Analyse der PISA-Ergebnisse 2006 (Naturwissenschaften) sagt aus, dass in den meisten Ländern Privatschulen öffentlichen Schulen überlegen sind, dass dies jedoch teilweise durch eine andere Zusammensetzung der Schülerschaft bedingt ist. Nach Herausrechnung der Effekte des familiären und sozioökonomischen Hintergrunds der Schülerschaft erweisen sich in den meisten betrachteten OECD-Ländern (darunter Deutschland) die öffentlichen Schulen den Privatschulen überlegen, in einigen erweisen sie sich als gleichwertig, und nur in einem einzigen OECD-Land (Kanada) erweisen sich die Privatschulen auch dann als überlegen. Für Deutschland ergab eine 2017 durchgeführte Studie der SPD-nahen Friedrich-Ebert-Stiftung, „dass zumeist nur geringfügige Unterschiede zwischen den an privaten und öffentlichen Schulen im Mittel erreichten Kompetenzen festzustellen sind“.

## Schüleranteil
Je nach Land schwankt der Anteil der Schüler, die eine Schule in freier Trägerschaft besuchen, stark. Im OECD-Durchschnitt lag er 2006 bei 14 %. In Österreich war er niedriger und lag bei 10 %, in der Schweiz bei 5 % in Großbritannien bei 7 % und in Deutschland bei 6 %. Im Schuljahr 2016/2017 besuchte jedoch bereits jeder 11. Schüler eine Privatschule. Zu den europäischen Ländern, in denen Privatschulen relativ verbreitet sind, zählten 2006 die Niederlande (Schüleranteil 67 %, sämtliche niederländische Privatschulen sind jedoch finanziell vom Staat abhängig), Irland (58 %), Spanien (35 %) und Dänemark (24 %).
Die Privatschule ist in Deutschland ein Randphänomen. Dagegen gibt es sie in Irland, in Dänemark, in den Niederlanden und in den USA recht häufig. Auch in Frankreich und Spanien besucht ein beträchtlicher Teil der Schüler der Primar- und Sekundarstufe Privatschulen, die fast ausschließlich in kirchlicher Trägerschaft sind.
Im Mittelalter war die Privatschule üblich, meistens gab es keine anderen Schulen, so dass die Kinder reicher Eltern auf Klosterschulen geschickt wurden.
Als Folge des sogenannten Pillenknicks und einer gegen Privatschulen eingestellten Grundstimmung in der Bevölkerung mussten in den 1980er Jahren viele Privatschulen schließen. Es zeigte sich aber, dass insbesondere die alteingesessenen und renommierten Privatschulen mit ihren langjährigen Erfahrungen in der pädagogischen Arbeit gestärkt aus der Krise hervorgingen. Seit den 1990er Jahren entstehen auch in den neuen Bundesländern neue Privatschulen. Diese sind oft als Elternvereine gegründete kleinere Schulen, die aus Kritik an dem öffentlichen Schulsystem eigene Alternativen realisieren.

## Situation in einzelnen Staaten

### Deutschland: Schule in freier Trägerschaft

#### Begriff
Anstelle von „Privatschule“ wird im offiziellen Sprachgebrauch die Bezeichnung Schule in freier Trägerschaft (umgangssprachlich auch: „freie Schule“) bevorzugt.

#### Träger von Privatschulen
Träger können kirchliche Organisationen, Sozialwerke, Vereine, Personengesellschaften oder Privatpersonen sein. In Deutschland zählen vor allem die Konfessionsschule, die Waldorfschule, Montessori-Schulen und die deutschen Auslandsschulen zu den verbreiteten Privatschulenangeboten, aber auch internationale Schulen, Alternativschulen und Landerziehungsheime.

#### Rechtsgrundlage
Das Recht zur Errichtung von Schulen in freier Trägerschaft wird durch Art. 7 Abs. 4 Grundgesetz (GG) ausdrücklich gewährleistet. Das Recht zur Errichtung privater Grundschulen und Hauptschulen ist nach Art. 7 Abs. 5 eingeschränkt. Es besteht nur bei besonderem pädagogischem Interesse oder wenn sie als Bekenntnis- oder Weltanschauungsschule errichtet werden soll.

##### Kein staatliches Schulmonopol
In Deutschland gibt es kein staatliches Schulmonopol (Bildungspluralismus). Der hohe Rang der Gewährleistung (Art. 7 GG zählt zu den Grund- und Menschenrechten) resultiert aus der Erfahrung im Nationalsozialismus. Um eine Gleichschaltung der Bildung zu vermeiden, wird das Bestandsrecht von Schulen in freier Trägerschaft garantiert. Eine ähnliche Regelung enthielt allerdings bereits Art.147 der Weimarer Reichsverfassung. In den Bundesstaaten des deutschen Kaiserreiches konnten ebenfalls Privatschulen betrieben werden. Die Gewährleistung verpflichtet, um das Recht zur Gründung von „Schulen in freier Trägerschaft“ nicht ins Leere laufen zu lassen, den Staat dazu, die Gründung dieser Schulen zu unterstützen. Das Recht zur Errichtung und zum Betrieb von Privatschulen beinhaltet das Recht eine inhaltliche und nicht nur organisatorische Alternative (Erziehungsziele, Lehrinhalte, Lehrmethoden, pädagogische Ansätze, weltanschauliche Grundlagen) zu öffentlichen Schulen anzubieten. Umgekehrt sind die Privatschulen aber häufig (siehe unten) einer staatlichen Aufsicht unterworfen die bestimmte Unterrichtsinhalte vorschreiben und andere untersagen kann, auch die Einhaltung pädagogischer Standards bzw. die Beschäftigung von entsprechend qualifiziertem Lehrpersonal kann vorgeschrieben sein.

##### Verbot der Sonderung nach Besitzverhältnissen
Das Grundgesetz verlangt dabei ausdrücklich, dass „eine Sonderung der Schüler nach den Besitzverhältnissen der Eltern nicht gefördert wird“ ( (Art. 7) Sonderungsverbot), und macht dies zur Voraussetzung für die Erteilung einer Anerkennung oder Genehmigung. Michael Wrase und Marcel Helbig vom Wissenschaftszentrum Berlin für Sozialforschung kommen in ihrer Studie dagegen zum Schluss: „Die vom Grundgesetz beabsichtigte soziale Durchmischung der Privatschulen findet nicht statt“.

##### Staatliche Schulaufsicht
Da die Aufsicht über das Schulwesen in Deutschland in der Hoheit der Länder liegt, entscheidet jedes Land eigenständig über die Genehmigungs-, Anerkennungs- und Betriebsbedingungen für Schulen in freier Trägerschaft. Die Länder – selbst direkt oder indirekt über kommunale Einrichtungen Betreiber der öffentlichen Schulen – beaufsichtigen somit zugleich ihre private Konkurrenz.

##### Finanzielle Förderung durch die öffentliche Hand
Die finanzielle Förderung durch die öffentliche Hand für Lehrkräfte an freien Schulen beträgt einen Teil der Gehälter von Lehrkräften an öffentlichen Schulen (in der Regel zwischen 70 % und 90 %). Die Differenz muss von der Einrichtung selbst erbracht werden, z. B. durch die Erhebung von Schulgeld. Neu gegründete Schulen in freier Trägerschaft werden in den ersten Jahren (in der Regel drei bis vier Jahre) finanziell nicht gefördert. Nur wenige Länder zahlen diese zurückgehaltenen Fördermittel zumindest teilweise im Nachhinein an die Schulen in freier Trägerschaft aus.

#### Statistik
Im Schuljahr 2009/10 gab es 5200 Privatschulen in Deutschland. Etwa drei Fünftel (3.196) waren davon Grund- und Sekundarschulen, Förderschulen oder Gymnasien, etwa zwei Fünftel (2.004) berufliche Schulen. Auf die Gesamtzahl der Schulen in Deutschland (43.577) bezogen entspricht dies einem Anteil von 11,9 %. Der Anteil bei den allgemeinbildenden Schulen ist jedoch deutlich niedriger (9,2 %) als bei den beruflichen Schulen (22,4 %). Von den rund 11,7 Millionen Schülern besuchten etwa 945.000 private Schulen. Das entspricht einem Anteil von etwa 8 % an der Gesamtschülerschaft. Der Anteil in den einzelnen Ländern unterscheidet sich sehr stark: Während in Sachsen etwa 13,4 % der Schüler an privaten Schulen lernen, sind es in Schleswig-Holstein nur 3,4 %. Relativ hohe Anteile gibt es mit ca. 10 % in Bayern und ca. 9 % in Thüringen.
2013 wurden 3.370 allgemeine und 2.040 berufliche Privatschulen gezählt. 9 % aller Schüler besuchten Privatschulen. Laut Schätzungen wurden etwa 50 Privatschulen von Unternehmen gegründet.
Im Schuljahr 2016/2017 haben in Deutschland 9,0 % aller Schüler eine Privatschule besucht (Westdeutschland ohne Berlin: 8,8 %, Ostdeutschland mit Berlin: 9,9 %). Zu den Charakteristika der Privatschulen zählt ein vergleichsweise geringer Anteil von Schülern mit Migrationshintergrund: an den privaten Grundschulen betrug der Anteil der Schüler mit Migrationshintergrund im Jahre 2016 28,3 % (an öffentlichen Grundschulen: 38,1 %); an nichtgymnasialen Schulen betrug er im Jahre 2015 19,2 % (an entsprechenden öffentlichen Schulen: 30,3 %) und an Gymnasien 17,7 % (an öffentlichen Gymnasien: 24,2 %).

#### Schularten
Man unterscheidet Ersatzschulen, die nach ihrem Gesamtzweck auf dieselben Schulabschlüsse hinführen wie die entsprechenden öffentlichen Schulen und an denen man der Schulpflicht genügen kann, und Ergänzungsschulen, die das vorhandene Bildungsangebot beliebig ergänzen. Nach Art. 7 Abs. 4 und 5 GG bedürfen nur Ersatzschulen einer staatlichen Genehmigung.

##### Ersatzschulen
Privatschulen, deren Besuch die Schulpflicht erfüllt, werden Ersatzschulen genannt, da deren Besuch den Besuch einer entsprechenden öffentlichen Schule ersetzt. Eine Befreiung von der Schulpflicht ist nicht erforderlich.

###### Genehmigung
Ersatzschulen bedürfen einer eigenen staatlichen Anerkennung oder Genehmigung und sind der staatlichen Aufsicht unterworfen. Das Grundgesetz gewährleistet einen Rechtsanspruch auf Genehmigung einer Privatschule als Ersatzschule, wenn die Lehrinhalte und Befähigung der Lehrkräfte nicht hinter öffentlichen Schulen zurückstehen. Ersatzschulen müssen nicht gleichartig, aber gleichwertig sein. Die weltanschauliche Grundlage und die Erziehungsziele können von öffentlichen Schulen abweichen, müssen sich aber in der Werteordnung des Grundgesetzes bewegen. Die meisten Bundesländer unterscheiden zwischen staatlich anerkannten und staatlich genehmigten Ersatzschulen. Staatlich anerkannte Ersatzschulen bieten die staatlich anerkannten Abschlüsse an und nehmen diese ab (zum Beispiel Abitur, Realschulabschluss, Wirtschaftsschulabschluss), Schüler auf staatlich genehmigten Ersatzschulen müssen die Schulabschlüsse als Externe auf öffentlichen Schulen ablegen.
Aus Gründen der Vergleichbarkeit der Abschlüsse sollte die staatliche Kontrolle überall greifen, sie ist allerdings nicht überall gleich stark. So erhielten früher Lehrer an Ersatzschulen nur dann eine Unterrichtsgenehmigung, wenn ihre Ausbildung der Ausbildung vergleichbarer Lehrer an öffentlichen Schulen entsprach. Wegen Lehrermangels werden seit einigen Jahren auch Lehrkräfte ohne entsprechende Ausbildung eingesetzt, sofern dies ebenso an öffentlichen Schulen geschieht.
Staatlich anerkannte Ersatzschulen führen in Eigenregie wie öffentliche Schulen die Abschlussprüfungen nach Vorgabe des jeweiligen Kultusministeriums durch, da sie mit der Anerkennung staatliche Hoheitsrechte übertragen bekommen haben. Genehmigte Ersatzschulen, in Nordrhein-Westfalen anerkannte Ergänzungsschulen, besitzen diese Hoheitsrechte nicht, ihre Schüler müssen daher sogenannte Externenprüfungen oder Nichtschülerprüfungen ablegen, um ein entsprechendes staatliches Zeugnis zu erhalten. Mitunter wird bei Prüfungen durch den Staat ein externer Prüfungsausschussvorsitzender, z. B. der für die Schule zuständige Schulrat, bestimmt. Genaue Regelungen treffen die einzelnen Länder.

###### Finanzierung
Solche, auf gemeinnütziger Grundlage arbeitende, Privatschulen (wozu auch die Freien Waldorfschulen gehören) erhalten eine staatliche Refinanzierung je nach Landesrecht. Die Pflicht zur Förderung der Ersatzschulen folgt aus Artikel 7 Absatz 4 des Grundgesetzes. Gewährt werden meist unter anderem rund 90 Prozent der Personalkosten für Lehrkräfte, die die Schule als öffentliche Schule bezahlen müsste. Für Sachsen-Anhalt beispielsweise regelt § 18a Absatz 4 des Schulgesetzes des Landes Sachsen-Anhalt, dass eine Ersatzschule 92 Prozent der Personalkosten einer staatlichen Lehrkraft als Personalkostenzuschuss für die Bezahlung der eigenen Lehrkräfte erhält („Vom Jahresentgelt werden 92 v. H. berücksichtigt“). An deutschen Auslandsschulen werden Auslandsdienstlehrkräfte entsandt, deren Besoldung durch den Bund getragen wird und staatliche Zuschüsse für Bundesprogrammlehrkräfte erteilt. Daneben gibt es meist noch weitere Zuschüsse für Sachkosten (beispielsweise Einrichtungsgegenstände) und für Personalkosten des nicht pädagogischen Personals (beispielsweise Schulsekretariat, Hausmeister).
Mit Einsparungsbegründungen, oder aber um sich den eigenen Gestaltungsspielraum in der Schulnetzplanung zu erhalten oder zu erweitern, gibt es zuweilen staatliche Bestrebungen, den Schulen in freier Trägerschaft die Zuschüsse zu kürzen.

##### Ergänzungsschulen
Ergänzungsschulen sind Schulen in freier Trägerschaft, die keine Ersatzschulen sind. Schüler, die eine Ergänzungsschule besuchen, erfüllen in der Regel nicht die umfangreichen Anforderungen der Schulpflicht. In einigen Ländern können Schüler, die eine Ergänzungsschule besuchen, von der Schulpflicht befreit werden. Die Ergänzungsschule kann nach Anzeige bei den Behörden als registrierte Privatschule geführt werden. In einem zweiten Schritt kann der angezeigten Schule unter bestimmten Voraussetzungen die staatliche Anerkennung als Ergänzungsschule erteilt werden.
Ergänzungsschulen können auch neue Bildungsgänge entwickeln und anbieten. So finden sich insbesondere im Bereich der beruflichen Bildung viele Ergänzungsschulen, für die es keine Entsprechungen bei öffentlichen Schulen gibt, z. B. die einjährigen Höheren Berufsfachschulen, Sprachschulen, Heilpraktikerschulen, Musikschulen, Journalistenschulen, Schauspielschulen oder Dolmetscherschulen.
Ergänzungsschulen sind auch ausländische Schulen, Botschaftsschulen oder internationale Schulen in Deutschland, die nicht dieselben oder gleichwertige Inhalte vermitteln wie deutsche Schulen und nicht berechtigt sind deutsche Abschlüsse zu vergeben. Diese Schulen folgen in der Regel einem ausländischen Lehrplan. Schüler, die aufgrund ihres Wohnsitzes oder gewöhnlichen Aufenthalts in Deutschland der Schulpflicht unterliegen, können auf Grund internationaler oder bilateraler Abkommen oder der Schulgesetze der Länder durch Besuch einer solchen Ergänzungsschule der Schulpflicht genügen, wenn ein wichtiger Grund vorliegt – z. B. das Interesse im Schulsystem der Herkunftslandes zu verbleiben – und die Ergänzungsschule grundsätzlich geeignet ist oder der Aufenthalt des Schülers in Deutschland nur vorübergehend ist.
Ergänzungsschulen erhalten keine deutsche staatliche Refinanzierung. Sind diese Auslandsschulen, erhalten diese gegebenenfalls eine Finanzierung durch den ausländischen Staat. Unter bestimmten Umständen kann das Schuldgeld aber als Sonderausgabe steuerlich geltend gemacht werden.

##### Freie Unterrichtseinrichtungen
Freie Unterrichtseinrichtungen sind keine öffentlichen Schulen oder Ersatzschulen, unterliegen aber der Schulaufsicht (vgl. etwa § 119 SchulG NRW).

#### Finanzierung und steuerliche Berücksichtigung
Privatschulen finanzieren sich überwiegenden Teil aus einem Finanzausgleich für die Ersatzschulen, der je nach Bundesland verschieden hoch ist. In Hamburg, Schleswig-Holstein und Hessen erhalten allgemeinbildende Privatschulen Finanzhilfen in Höhe von 85 % der Schülerkosten öffentlicher Schulen; „rechnet man Gebäudekosten und Rückstellungen ein, heißt es bei der ‚Arbeitsgemeinschaft Freier Schulen Hamburg‘, sind es sogar nur noch 65 Prozent.“ In Baden-Württemberg wurden die Finanzhilfen zum 1. August 2017 auf mindestens 80 % der Schülerkosten öffentlicher Schulen erhöht, so dass sich die verbleibenden Kostenlücken, die mit Schulgeld gedeckt werden dürfen, weiter reduziert haben. An Grundschulen beträgt die Differenz in Baden-Württemberg nur noch 86 € pro Schüler. In NRW, wo Finanzhilfen in Höhe von 94 % (für Förderschulen 98 %) gezahlt werden, und in Rheinland-Pfalz hängt die Höhe der Finanzhilfen von der Kostenfreiheit des Schulbesuchs ab. Allerdings wird auch dies von den Behörden nicht kontrolliert, wie WDR-Recherchen in NRW ergaben.
Als weitere Eigenleistungen, die neben Schulgeld zum privaten Engagement gehören, kommen laut Bundesverwaltungsgericht beispielsweise Spenden an Schulfördervereine, Zuschüsse finanzstarker Kräfte, die hinter dem Schulträger stehen und die Schule in einem weiteren Sinne tragen, sowie die Aufnahme von Krediten in Betracht.
Soweit die Beiträge der Eltern zur Deckung der laufenden Kosten des normalen Schulbetriebs dienen, handelt es sich um Leistungsentgelte, nicht um Spenden. Das gilt auch, wenn die Zahlungen über einen Förderverein an den Schulverein fließen. Normales Schulgeld kann daher nicht als Spende von der Steuer abgesetzt werden. Bis 2008 konnten in Deutschland 30 % der Kosten für Privatschulen ohne Begrenzung als Sonderausgaben geltend gemacht werden. Seit 2009 können weiterhin 30 % der Kosten, höchstens aber 5000 Euro pro Jahr und Kind geltend gemacht werden. Die steuerliche Absetzbarkeit von Betreuungskosten bleibt von der Änderung unberührt.
Laut Statistischem Bundesamt wurden im Jahr 2009 ca. 6,2 Mrd. Euro für Schülerinnen und Schüler an Schulen in freier Trägerschaft ausgegeben. Ein Großteil der Ausgaben entfiel dabei auf die Vergütung des Schulpersonals. Die Ausgaben je Schüler an allgemeinbildenden Schulen in freier Trägerschaft beliefen sich demnach auf 7.000 Euro, an beruflichen Schulen in freier Trägerschaft auf 5.400 Euro im Jahr 2009. Etwa 15 Prozent der Mittel stammten dabei aus privaten Quellen (Elternbeiträge, Trägermittel, Fördervereine usw.). Der öffentliche Finanzierungsanteil belief sich auf 84 Prozent (allgemeinbildende Schulen), wovon 78 Prozent die Länder, 4 Prozent die Gemeinden und 2 Prozent der Bund zur Verfügung stellten.
Zwischen den von der öffentlichen Hand bereitgestellten schulartenspezifischen Förderbeträgen je Schüler einerseits und den Ausgaben pro Schüler einer entsprechenden öffentlichen Schule andererseits ist die Differenz je nach Bundesland verschieden hoch. Die über alle Schulformen gemittelte Differenz zwischen beiden Schularten (Ersatzschulen versus öffentlichen Schulen) betrug 2011 zwischen 493 Euro pro Schüler in Brandenburg und 2.949 Euro pro Schüler in Baden-Württemberg. Durch die finanzielle Förderung von Ersatzschulen kann sich der Staat von seiner Verpflichtung entlasten, für das öffentliche Schulwesen zu sorgen. In 2011 haben sich die Bundesländer damit um rund 1,2 Milliarden Euro entlastet.
Grundsätzlich ist der Staat laut Rechtsprechung des Bundesverfassungsgerichts nur verpflichtet, das Existenzminimum der Institution Ersatzschule zu sichern.

#### Verbände
Der Verband Deutscher Privatschulverbände (VDP) vertritt laut eigenen Angaben „freie Bildungseinrichtungen der Allgemein- und Berufsbildung, des Arbeitsmarktdienstleistungsbereichs, der Erwachsenenbildung und des tertiären Bereichs.“ Zusammen mit den beiden konfessionellen Privatschulverbänden, dem Bund der Freien Waldorfschulen und der Internate Vereinigung bildet der VDP die Arbeitsgemeinschaft Freier Schulen (AGFS). Da Schulen in Deutschland Ländersache sind, agieren sie vor allem auf Landesebene.

„Durch diese sind in der AGFS ca. 3.160 Schulen mit etwa 771.000 Schülerinnen und Schülern organisiert. Darunter an katholischen Schulen: 368.000 Schülerinnen und Schüler, an evangelischen Schulen: 148.000, an Schulen im VDP Verband Deutscher Privatschulverbände e. V.: 168.000, an Waldorfschulen: 81.000, an Landerziehungsheimen: 6.000. über den VDP gehören zu der Arbeitsgemeinschaft freier Schulen auch die 45 Schulen des Bundesverbands der Freien Alternativschulen. Damit repräsentiert die Arbeitsgemeinschaft freier Schulen fast alle allgemein bildenden Schulen in freier Trägerschaft in Deutschland sowie einen Großteil der berufsbildenden Schulen und Bildungseinrichtungen in freier Trägerschaft.“

#### Sonstiges
Laut VDP besuchen von gut 11 Millionen Schülern in Deutschland ein Zwölftel eine freie Schule.
Bildungsfachleute sind sich nicht einig, ob Privatschulen für die Gesellschaft mehr Vor- oder mehr Nachteile haben. Befürworter meinen, sie befriedigten besser die Bedürfnisse von Schülern und Eltern und gäben dem Bildungssystem positive Impulse. Kritiker meinen, sie spalteten die Gesellschaft.

### Österreich

#### Privatschulgesetz
Privatschulen sind in Österreich nach dem Privatschulgesetz (PrivSchG)  geregelt. Die grundsätzlichen Regeln gehen auf das Provisorische Gesetz über den Privatunterricht vom 27. Juni 1850 zurück.

„Privatschulen sind Schulen, die von anderen als den gesetzlichen Schulerhaltern errichtet und erhalten werden.“

Aus dem Namen der Schule muss der Schulerhalter erkennbar sein, dieser darf nicht zur Verwechslung mit der Schulart einer öffentlichen Schule führen. Die Führung einer gesetzlich geregelten Schulartbezeichnung ist nur mit Bewilligung der zuständigen Schulbehörde zulässig und an gewisse Voraussetzungen bezüglich Lehrplan, Ausstattung, Schulbücher und Lehrbefähigung gebunden.
Privatschulen gehören einem der folgenden Typen an:
- Die Privatschule ohne Öffentlichkeitsrecht erfordert eine Externistenprüfung, um ein anerkanntes Zeugnis zu erhalten.
- Die Privatschule mit Öffentlichkeitsrecht, welches erteilt werden kann, wenn
  - sie in Typus und Erfolg einer öffentlich-rechtlichen Schule entspricht,
  - sie mit einem vom Unterrichtsminister erlassenen oder genehmigten Organisationsstatut übereinstimmt (Statutschule mit Öffentlichkeitsrecht) und sich hinsichtlich ihrer Unterrichtserfolge bewährt hat. Darunter fallen beispielsweise einige Waldorfschulen, Montessorischulen und Internationale Schulen.

Privatschulen können von der öffentlichen Hand subventioniert werden, Privatschulen von gesetzlich anerkannten Kirchen und Religionsgesellschaften im Allgemeinen immer (§ 17 PrivSchG Subventionierung konfessioneller Privatschulen–Anspruchsberechtigung), was nicht dem Konkordat in Bezug auf Religionsunterricht widerspricht, andere Schultypen unter anderem aber unter der Voraussetzung, dass sie im Sprengel einem Bedarf der Bevölkerung entsprechen, also nicht einer öffentlichen Schule den Einzug mindern (§ 21 PrivSchG Subventionierung von Privatschulen–Voraussetzungen).
Im Schuljahr 2010/11 besuchten ca. 10 % der Schüler eine Privatschule. Den höchsten Anteil von 31,8 % gab es bei berufsbildenden mittleren Schulen, bei AHS waren es 15,8 %, bei berufsbildenden höheren Schulen 12,2 % und im Pflichtschulbereich (Volks-, Haupt-, Sonder- und Polytechnische Schulen) 10,1 %. Der weitaus wichtigste freie Schulträger ist die römisch-katholische Kirche in Österreich, deren Einrichtungen 53,2 % aller Privatschüler besuchen. Dazu gehören beispielsweise aber auch ausländische, in Österreich nicht etablierte Schulformen für Diplomatenkinder.
Schulen im Sinne dieses Gesetzes sind „Einrichtungen, in denen eine Mehrzahl von Schülern gemeinsam nach einem festen Lehrplan unterrichtet wird“ (§ 2 Z.1). Private Schulen, die diesem Profil nicht entsprechen, fallen nicht unter das Privatschulgesetz, sind also keine „Schulen“ im Sinne des Gesetzgebers. Da es in Österreich aber keine Schulpflicht, sondern nur eine Unterrichtspflicht gibt, ist die Anerkennung des Bildungsorts als Schule keine zwingende Voraussetzung: Diese Bildungsformen fallen unter Hausunterricht. Hierbei muss nur ein Nachweis über die Unterrichtung an sich und die Erfüllung der grundlegenden allgemeinen Lehrinhalte geführt werden.
Darüber hinaus gibt es private nichtschulische Bildungseinrichtungen, die § 2 Abs. 1 des Schulorganisationsgesetzes entsprechen und sich seit 2006 nach dem Niederlassungs- und Aufenthaltsgesetz vom Innenministerium zertifizieren lassen können, was bei der Erlangung eines Aufenthaltsstatus für ihre Schüler aus Drittstaaten behilflich ist. Diese Einrichtungen sind verpflichtet, über Personen Meldung zu erstatten, wenn die Ausbildung abgeschlossen ist oder die Fortsetzung der Ausbildung nicht zu erwarten ist. Die zertifizierten Bildungseinrichtungen werden im Internet veröffentlicht. Darunter sind Einrichtungen wie das Österreichische Studienzentrum für Frieden und Konfliktlösung, die Ballettschule Wiener Staatsoper oder die Aviation Academy Austria der Österreichischen Luftfahrttraining GmbH.

### Großbritannien
7 % der britischen Schulkinder gehen in Public Schools, deren Kosten mitunter höher sind als ein durchschnittliches Jahresgehalt. Die Bezeichnung Public School geht auf Stipendien zurück, die ein hoher Prozentsatz der Schüler bezieht und die anders als früher ganz überwiegend die akademische Leistung würdigen. Überhaupt zählt diese heute am meisten; im 18. und 19. Jahrhundert hatten Adelige ihre Kinder in Public Schools geschickt unter der Prämisse, dass diese es nie nötig haben sollten, selbst etwas zu verdienen. Im 19. Jahrhundert wies der Lehrplan von Eton College etwa die Fächer alte Sprachen (Latein und Griechisch), Mathematik und neue Sprachen im Verhältnis 15:3:1 auf.

### Italien
Zur Situation der Privatschulen in Italien siehe Privatschulen in Italien.

### Schweiz
In der Schweiz sind die häufigsten Privatschulen Steiner-Schulen. Weiterhin gibt es Bildungseinrichtungen, in denen Menschen ihre Matura nachholen oder sich auf eine bestimmte Eintrittsprüfung vorbereiten können.
Grundsätzlich kann jede Person in der Schweiz eine Privatschule eröffnen. Qualitätsstandards und andere Vorschriften gibt es keine, solange die Schule keine staatlichen Gelder erhält und auch keine Kinder innerhalb der obligatorischen Schulzeit unterrichtet. Die Interessen der schweizerischen Privatschulen, die sich teilweise auf eine internationale Klientel stützen, werden durch deren Verband VSP wahrgenommen. Im VSP sind praktisch alle bekannten Schweizer Privatschulen Mitglied.

### USA
Frühe amerikanische Eliteinternate waren puritanisch und antienglisch orientiert. Hierzu gehörten die sogenannten Akademien, namentlich Andover, Exeter, Deerfield und Milton, die bereits im 18. Jahrhundert gegründet worden waren.
Innerhalb der Independent School League werden in Neuengland renommierte Knabenschulen aus dem mittleren bis späten 19. Jahrhundert zusammengefasst. Dem Bekenntnis nach zumeist der Episkopalkirche der Vereinigten Staaten von Amerika zugeneigt, kamen die Schüler vor allem aus reichen Familien. Die Schulen orientieren sich am Vorbild bekannter englischer Public Schools wie Eton College oder Harrow School.